# 주로마 퀘벡 정부 대표부
주로마 퀘벡 정부 대표부(프랑스어: Délégation générale du Québec à Rome, 영어: Quebec Government Office in Rome, 이탈리아어: Delegazione del Québec a Roma) 또는 주이탈리아 퀘벡 정부 대표부는 이탈리아 로마 비아 델레 콰트로 폰타네 16번지에 위치한 퀘벡 정부 대표부이다. 1965년에 정식 개관했으며 대표부 지위를 갖고 있다. 이 공관은 이탈리아, 바티칸 시국, 산마리노를 관할한다.
주로마 퀘벡 정부 대표부는 문화, 예술, 교육 분야에서 캐나다 퀘벡주와 이탈리아의 개인·기관과의 교류를 주선하며 퀘벡주와 이탈리아 간의 경제, 문화, 교육, 관광, 투자 활성화에 기여한다. 대표부는 이탈리아에서 사업을 원하는 퀘벡주의 기업들과의 연락을 제공하고 이탈리아의 경제 환경과 최신 동향을 전달하는 역할을 수행한다. 그 외에 이탈리아에서 상호 협력, 파트너 관계를 맺기 원하는 퀘벡주의 정부 부처, 관련 기관 및 단체를 지원한다.

## 같이 보기
- 퀘벡 정부 대표부